# 原子炉

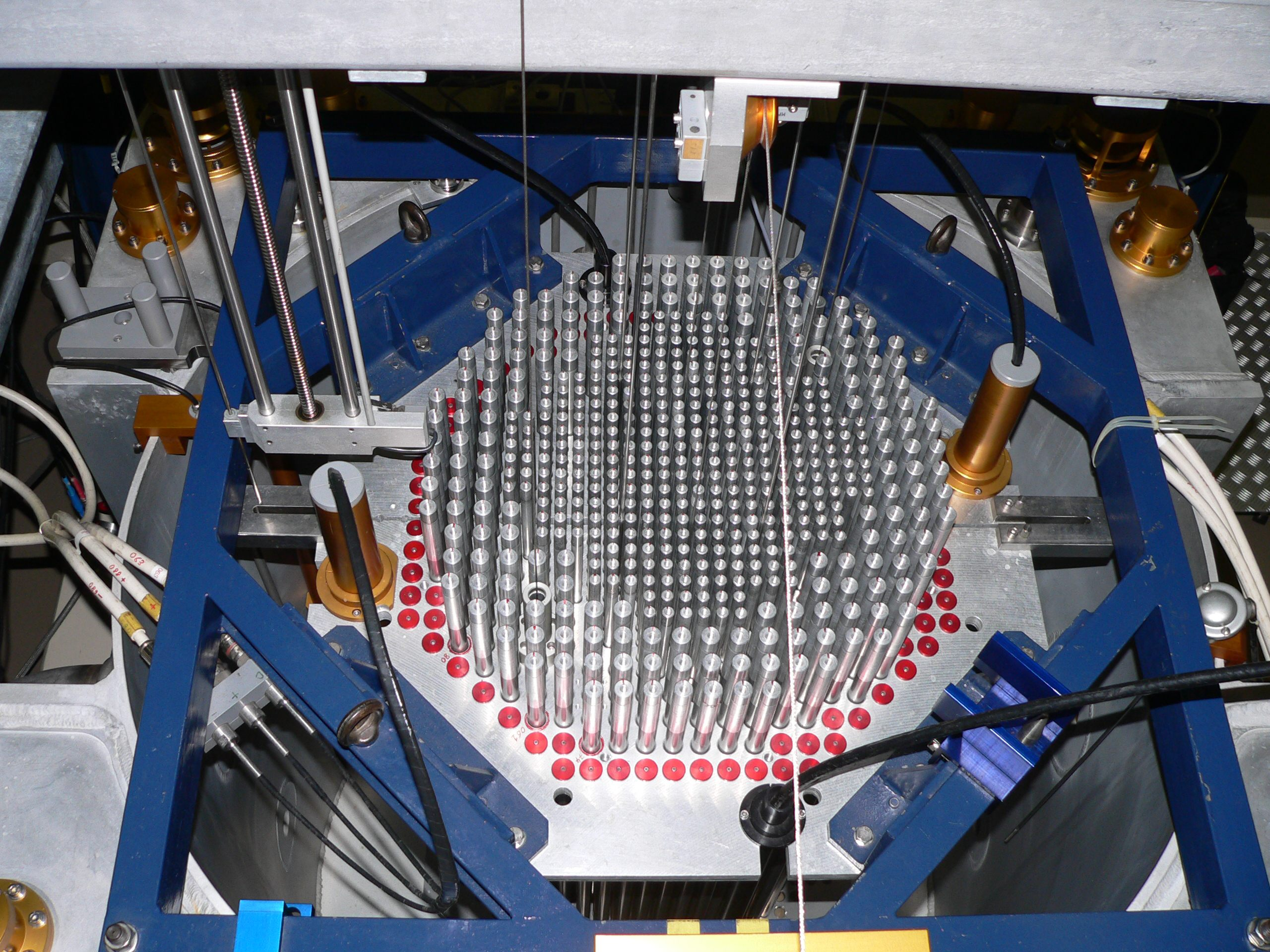
スイス連邦工科大学ローザンヌ校の小型研究用原子炉 炉心

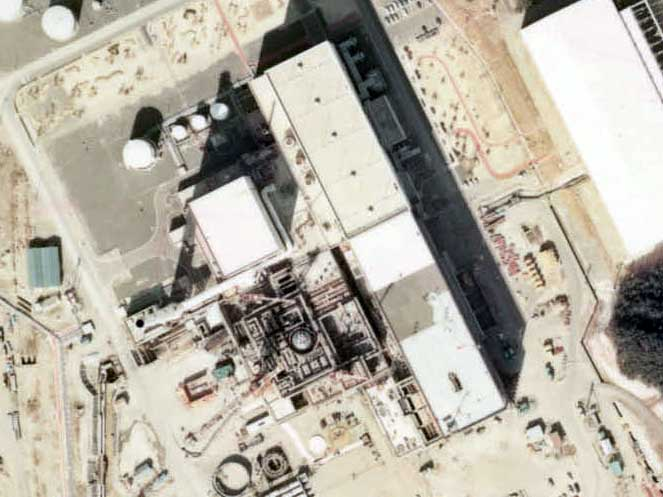
建設中の沸騰水型原子炉（浜岡原子力発電所）

原子炉（げんしろ、英: nuclear reactor）とは、制御された核分裂連鎖反応を維持することができるよう核燃料などを配置した装置。
制御された核融合の連鎖反応を維持する炉である核融合炉と区別するために、特に核分裂炉と呼ばれることもある。

## 概要
235U や 239Pu などの核分裂性物質が中性子を吸収することで発生する核分裂反応は、新たに中性子、すなわち即発中性子（prompt neutron）と遅発中性子（delayed neutron）を放出する。
これら中性子は平均約2 MeVのエネルギーを持っているが、媒質中にまだ核分裂性物質が存在していれば、中性子はそれらとまた核分裂反応を起こしてまた新たな中性子を放出する。この過程は次々と繰り返され、いわゆる連鎖反応、すなわち核分裂連鎖反応（fission chain reaction）を起こす。
この核分裂連鎖反応を極めて短時間のうちに行わせ膨大なエネルギーを瞬時に放出させるものが原子爆弾であり、核分裂連鎖反応を制御した形で発生させることで、核分裂のエネルギーなどを安全に取り出すための装置を原子炉（nuclear reactor）と呼ぶ。
なお、制御された核融合反応を維持することで核エネルギーを取り出す核融合炉については以下を参照。
ほか、人工の原子炉に似た特定の条件下では天然の核分裂炉ができることがある。知られている唯一の天然原子炉はガボン共和国のオートオゴウェ州オクロ に20億年前に形成されたオクロの天然原子炉がある。

## 基本構成

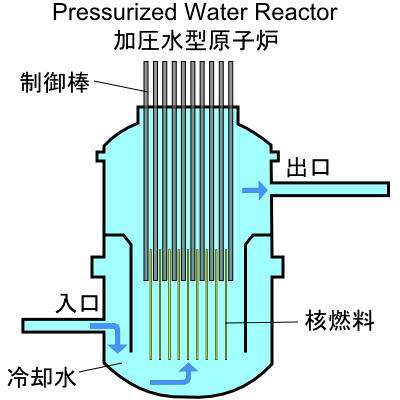
加圧水型原子炉

炉心
- 核燃料（燃料棒）
  - 天然ウラン
  - 低濃縮ウラン燃料
  - 高濃縮ウラン燃料
  - MOX燃料

- 制御棒
- 冷却材、減速材
- 反射体

炉壁・容器
- 圧力容器
- 格納容器

## 原子炉の分類

### 中性子の主たるエネルギー領域による分類
原子炉の炉型は臨界状態を維持するのに、どのくらいの運動エネルギーの中性子を利用するのかという観点から分類することができる。
熱中性子炉（thermal neutron reactor）
減速材を用いることで速い中性子を熱中性子まで減速させ、その熱中性子によって核分裂連鎖反応が維持されるように設計された原子炉。
中速中性子炉（intermediate reactor）
主に中速中性子によって核分裂連鎖反応が維持されるように設計された原子炉。減速材はあまり使用しない。
高速中性子炉（fast neutron reactor）
高速中性子によって核分裂連鎖反応が維持されるように設計された原子炉。減速材は用いない。

#### 減速材による細分類
軽水減速炉（light water moderated reactor、軽水炉）
普通の水（軽水）を減速材に用いる原子炉。沸騰水型原子炉 (BWR)、加圧水型原子炉 (PWR)の二方式が主に用いられている。
重水減速炉（heavy water moderated reactor、重水炉）
重水を減速材に用いる原子炉。
黒鉛減速炉（graphite moderated reactor、黒鉛炉）
黒鉛を減速材に用いる原子炉。

### 燃料の種類による分類
天然ウラン燃料炉（natural-uranium fuel reactor）
天然ウランを燃料とする原子炉。減速材としては、重水または黒鉛が使用できる。
濃縮ウラン燃料炉（enriched uranium fuel reactor）
235U を濃縮したウランを燃料とする原子炉。
プルトニウム燃料炉（plutonium fuel reactor）
プルトニウムを燃料とする原子炉。
トリウム系燃料炉（thorium series fuel reactor）
トリウムを親物質とし、トリウムから作られる 233U を燃料として使用する原子炉。

#### 燃料の形態による細分類
金属燃料炉（metallic fuel reactor）
ウラン等をそのまま金属あるいは、他の金属の合金として使用する原子炉。例として、ウラン・モリブデン合金等がある。
セラミック燃料炉（ceramic fuel reactor）
ウラン等を酸化物や炭化物として使用する。主として、動力炉の燃料として使用される。

### 冷却材の種類による分類
軽水冷却炉（light water cooled reactor）
普通の水（軽水）を冷却材として使用する原子炉。
重水冷却炉（heavy water cooled reactor）
重水を冷却材として使用する原子炉。
ガス冷却炉（gas cooled reactor）
空気やヘリウムまたは炭酸ガス（二酸化炭素）を冷却材として使用する原子炉。
液体金属冷却炉（liquid metal cooled reactor）
水銀、ナトリウム、鉛、鉛・ビスマス合金などの液体金属を冷却材として使用する原子炉。

### 出力による分類
小型モジュール炉
格納容器単位でモジュール化され、出力が30万kW以下の原子炉。

### 使用目的による分類
動力用原子炉（power reactor、動力炉）
発電用あるいは船舶等の推進用の動力を得るための原子炉。
原子力飛行機、原子力空母、原子力潜水艦、原子力船、原子力機関車などに利用される。
材料試験炉（material test reactor）
材料や燃料の照射実験を行う原子炉。プルトニウム生産炉など。
多目的利用原子炉（multi purpose reactor）
発電、海水脱塩、プロセスヒート等、複数の目的に使用する原子炉。
生物医療用原子炉（bio-medical reactor）
生物学や医療あるいは、医療用のアイソトープの生産に使用される。

#### 開発中の原子炉の開発段階による分類
研究用原子炉（research reactor、研究炉）または実験用原子炉（experimental reactor、実験炉）
原子炉の核特性の研究、教育目的、放射線や中性子線の照射実験などに用いられる原子炉。
原型原子炉（prototype reactor、原型炉）
ある特定の形式の動力炉を開発するために、それに先立って建設される実用規模に近い試作原子炉。
実証原子炉（proven reactor、実証炉）
実験の段階を経て経済性・安全性が実際に確証された段階にあると認められた原子炉。
実用炉
実用段階の原子炉。この段階でその設計が完成したと見なされて、多数のプラントが建設される。

### 開発世代による分類
米国エネルギー省 (DOE) は、2030年頃の実用化を目指して提唱する次世代の原子炉の一般的な概念を示すために、原子炉の開発世代を次とおりに定義した。
第1世代 (GEN-I)
1950年代から1960年代前半に運転を開始した初期の原子炉
第2世代 (GEN-II)
1960年代後半から1990年代前半に建設された商業用原子炉
第3世代 (GEN-III)
1990年代後半から2010年代頃に運転開始した原子炉で、第2世代の改良型として開発された原子炉
第4世代 (GEN-IV)
2007年現在研究が進んでいる原子炉で、天然ガス火力発電とも競合できる高い熱効率、高度な安全性、放射性廃棄物の負担の最小化及び高度な核拡散抵抗性などの特徴をもつ革新的原子炉群。高温ガス炉は、中国で商用炉が建設中である。